# Agenèsia del cos callós
L'Agenèsia del cos callós (ACC) és una patologia relacionada amb la manca de formació total o parcial de la regió cerebral anomenada cos callós, producte d'una alteració en el desenvolupament embrionari que ocasiona la manca parcial o total d'aquest important feix de fibres interhemisfèriques cerebrals.

## Diagnòstic
Els trastorns del cos callós es pot diagnosticar només a través d'un escàner cerebral o, en el cas d'un fetus, mitjançant una ressonància magnètica a la mare.

## Causes
L'agenèsia del cos callós és causada per una interrupció en el desenvolupament del cervell del fetus entre la 3a i la 12a setmana d'embaràs. En la majoria dels casos, no és possible determinar el motiu que causa que una persona tingui ACC o algun altre trastorn del cos callós. No obstant això, la investigació suggereix que algunes de les causes possibles poden incloure errors cromosòmics, els factors genètics hereditaris, infeccions o lesions prenatals, exposicions tòxiques prenatals, obstrucció estructural per quists o altres anomalies cerebrals o trastorns metabòlics.

## Signes i símptomes
Els signes i símptomes de l'ACC i trastorns del cos callós varien molt entre els individus. No obstant això, algunes característiques comunes a les persones amb trastorns del cos callós inclouen problemes de visió, to muscular baix (hipotonia), manca de coordinació motora, retard en desenvolupament motriu, com ara dificultats per seure i caminar, una baixa percepció del dolor, el control d'esfínters retardat i dificultats per mastegar i deglutir. Els estudis experimentals han demostrat que els individus amb ACC tenen dificultats per transferir informació més complexa d'un hemisferi a l'altre. També s'ha demostrat que poden tenir algun tipus de discapacitats cognitives (dificultat en la resolució de problemes complexos) i dificultats socials (manca de senyals socials subtils), encara que el seu coeficient intel·lectual sigui normal.
Algunes investigacions apunten que part de les dificultats socials específiques poden ser el resultat d'alteracions en el procés de reconeixement facial. Un comportament social inusual a la infància, sovint es pot confondre o diagnosticar erròniament com a síndrome d'Asperger o altres trastorns de l'espectre autista. Altres característiques a vegades associades amb els trastorns del cos callós inclouen convulsions, espasticitats, i dificultats per a l'alimentació i/o reflux gàstric, així com impediments auditius, cap i trets facials anormals i deficiència mental.

## Síndromes relacionades
Algunes síndromes que sovint inclouen ACC són la síndrome d'Aicardi, síndrome Andermann, síndrome de Shapiro, síndrome acrocallós, displàsia septe-òptica (hipoplàsia del nervi òptic), síndrome de Mowat-Wilson i síndrome de Menkes.

## Prognosi
La prognosi varia depenent del tipus d'anomalia del cos callós i de les condicions o síndromes associades. No és possible que el cos callós es regeneri (és a dir, el cos callós no tornarà a créixer). Les proves neuropsicològiques revelen diferències subtils en la funció cortical superior en comparació amb els individus de la mateixa edat i educació sense ACC, encara que alguns individus amb trastorns del cos callós tenen una intel·ligència normal i fan una vida completament normal.

## Casos notables
Kim Peek, qui va servir d'inspiració per a la pel·lícula Rain Man i famós per la seva Síndrome de savant, va néixer amb agenèsia del cos callós, juntament amb macrocefàlia danys al cerebel.